# كاتب الطريحي
الشيخ كاتب الطريحي عالم دين شيعي عراقي، وشاعر وأديب ومُربٍ، وشخصية اجتماعية (1305 هـ - 1388 هـ).

## نسبه ونشأته
هو كاتب بن راضي بن علي بن الحسين الاسدي الطريحي ولد في النجف يوم الجمعة 26 ذي الحجة سنة 1305 هـ، ونشأ بها نشأته العلمية، وبعد طي المراحل في الدراسات الأولية تتلمذ خارجا على الشيخ ضياء الدين العراقي والشيخ محمد حسين الاصبهاني والشيخ أحمد كاشف الغطاء والسيد باقر الهندي، ولازم الشيخ جواد الشبيبي فقال الشعر برهة من الزمن ثم تركه ولم يشتغل به.

## جهاده ضد الإنكليز
من زعماء ثورة العشرين 1920م في العراق ضد الانگليز، شهدت له ساحات القتال في جبهة القرنة، حيث صحب الإمام شيخ الشريعة وفي جبهة الكوت حيث لازم الحجة الكاشاني وبعد الثورة حيث نهبت آثاره وكتبه في واقعة الكوفة وسكن الكوفة سنين حتى توفي بها.

## شخصيته
كان جيد الأخلاق طيب المعشر يأنس إليه جليسه، وكان في الكوفة يسعى في قضاء الحوائج ويقوم بالامور الاجتماعية، وله مجلس في كل يوم يحضره العلماء ووجوه الناس وتطرح فيه مباحث أدبية وعلمية شيقة.
كان ممن همّه خدمة الدين وتربية الجيل على ضوء تعاليم الإسلام، وكان رجلاً زاهداً متهجداً منعزلاً عن الدنيا وزخارفها انعزالاً تاماً اقتدى في زهده وورعه بأوليائه السلف.

## آثاره
له «ديوان شعره» و«حاشية حاشية تهذيب المنطق» وكتب في النحو والصرف ومذكّرات (حرب الشعيبة (ضد الإنكليز 1914م وثورة العشرين وكتابات أخرى غير مرتبة.

## وفاته
توفي ليلة السبت 21 جمادى الأولى سنة 1388 هـ بالكوفة وشيع تشييعا حافلا ودفن في مقبرته بالنجف.

## من مصادر ترجمته
- تراجم الرجال، للسيد أحمد الحسيني – ج (1)، ص: (445 -446) نشر: مكتبة آية الله العظمى المرعشي النجفي - قم التاريخ: 1414 ه‍.

## وصلات خارجية
للمزيد عن الشيخ كاتب الطريحي 